# Wakinosaurus satoi
Wakinosaurus satoi (вакінозавр, букв. — «ящер з Вакіно») — вид тероподних динозаврів з ранньої крейди. Описаний лише по єдиному частковому зубі, що виявлений у пластах формування Сенгоку у місті Фукуока на острові Кюсю в Японії.

## Назва
Родове ім'я Wakinosaurus означає ящер з Вакіно і дано на честь геологічної підгрупи Вакіно з групи Кванмон формування Сенгоку. Вид названий на честь Масахіро Сато, який знайшов голотип у 1990 році. Динозавра описав та назвав Есіхіко Окадзакі у 1992 році.

## Голотип
Голотип під номером KMNH VP 000,016, являє собою лише один пошкоджений зуб, коронка якого повинна була завдовжки близько 7 см. Його основа завдовжки 32,9 мм, ширина основи 10,4 мм. Він має близько тридцяти зазубрень завдовжки п'ять міліметрів.

## Класифікація
Wakinosaurus спочатку був описаний як megalosauridae, але сьогодні вважається nomen dubium і є невизначеним neotheropoda.